# Exosphaeroma estuarium
Exosphaeroma estuarium är en kräftdjursart som beskrevs av Barnard 1951. Exosphaeroma estuarium ingår i släktet Exosphaeroma och familjen klotkräftor. Inga underarter finns listade i Catalogue of Life.